# Benjamin Gates

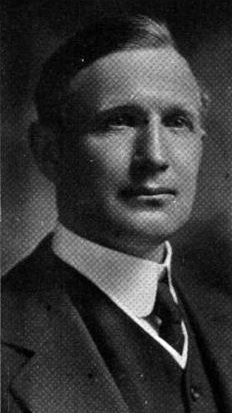
Benjamin Gates

Benjamin Gates (* 6. August 1873 in Pittsford, Vermont; † 3. Oktober 1943 in Montpelier, Vermont) war ein US-amerikanischer Anwalt und Politiker, der von 1917 bis 1941 State Auditor von Vermont war.

## Leben
Benjamin Gates wurde in Pittsford, Vermont als Sohn von Amos L. Gates und Isabella Johnson Gates geboren. Er besuchte das Montpelier Seminary und studierte Rechtswissenschaften an der University of Michigan. Seine Zulassung zum Anwalt erhielt er im Jahr 1903.
Am Spanisch-Amerikanischen Krieg nahm er als Angehöriger des First Regiment Connecticut Volunteers im Rang eines Private teil. Stationiert war er in Fort Knox, Maine und in Camp Alger, Virginia. Aus dem Dienst wurde er im Jahr 1898 ehrenhaft entlassen.
Als Mitglied der Republikanischen Partei war Gates von 1899 bis 1901 Deputy Clerk des Washington County Courts und zweiter Assistent des Staatsbibliothekars war er von 1902 bis 1903. Er gehörte der City Grand Jury von 1904 bis 1906 an und war Staatsanwalt des Washington Countys von 1906 bis 1910. Das Amt des State Auditors übte er von 1917 bis 1941 aus.
Benjamin Gates gehörte der Methodistischen Kirche an, er war Mitglied bei den Modern Woodmen of America, Freimaurern, Knights of Pythias, der Vermont Historical Society, der Montpelier Historical Societ und der Vermont and Washington County Bar Associations.
Benjamin Gates heiratete im Jahr 1904 Bernice Maude Hunt. Er starb in Montpelier am 3. Oktober 1943.